# 伯根县
伯根县（英語：Bergen County）是美国新泽西州東北部的一個縣，東、北鄰纽约州，面積639平方公里。根據2020年美國人口普查，共有人口95萬5,732人。縣治哈肯薩克。該縣成立於1675年，東澤西最早的四個縣之一。縣名來源有二說：一說來自挪威的卑爾根（Bergen）；另一說是來自荷蘭的貝亨奧普佐姆（Bergen op Zoom）。